# HUS1
HUS1 (англ. HUS1 checkpoint clamp component) – білок, який кодується однойменним геном, розташованим у людей на короткому плечі 7-ї хромосоми. Довжина поліпептидного ланцюга білка становить 280 амінокислот, а молекулярна маса — 31 691.
| 10         |  | 20         |  | 30         |  | 40         |  | 50         |
| ---------- |  | ---------- |  | ---------- |  | ---------- |  | ---------- |
| MKFRAKIVDG |  | ACLNHFTRIS |  | NMIAKLAKTC |  | TLRISPDKLN |  | FILCDKLANG |
| GVSMWCELEQ |  | ENFFNEFQME |  | GVSAENNEIY |  | LELTSENLSR |  | ALKTAQNARA |
| LKIKLTNKHF |  | PCLTVSVELL |  | SMSSSSRIVT |  | HDIPIKVIPR |  | KLWKDLQEPV |
| VPDPDVSIYL |  | PVLKTMKSVV |  | EKMKNISNHL |  | VIEANLDGEL |  | NLKIETELVC |
| VTTHFKDLGN |  | PPLASESTHE |  | DRNVEHMAEV |  | HIDIRKLLQF |  | LAGQQVNPTK |
| ALCNIVNNKM |  | VHFDLLHEDV |  | SLQYFIPALS |  |            |  |            |

A: Аланін

C: Цистеїн

D: Аспарагінова кислота

E: Глутамінова кислота

F: Фенілаланін

G: Гліцин

H: Гістидин

I: Ізолейцин

K: Лізин

L: Лейцин

M: Метіонін

N: Аспарагін

P: Пролін

Q: Глутамін

R: Аргінін

S: Серин

T: Треонін

V: Валін

W: Триптофан

Задіяний у таких біологічних процесах, як пошкодження ДНК, альтернативний сплайсинг. 
Локалізований у цитоплазмі, ядрі.